# Corrado Donadio
Corrado Donadio (Caraglio, 11 febbraio 1958) è un ex ciclista su strada italiano, professionista dal 1978 al 1983. Discreto dilettante, non seppe ripetersi fra i professionisti, dove non ottenne alcuna vittoria; tuttavia conquistò alcuni piazzamenti, fra cui i sesti posti al Giro del Piemonte 1978 e 1979, al Giro del Lazio 1979, alla Gran Fondo 1979 ed il nono alla Tre Valli Varesine 1979.

## Palmarès
- 1975 (Juniores)

Classifica generale Giro della Lunigiana
Coppa Ricami e Confezioni Pistoiesi
- 1976 (Juniores)

Giro del Montalbano
- 1977 (dilettanti)

Coppa Città del Marmo
Campionati italiani, Prova amatori
- 1984 (dilettanti)

Circuit du Cantal
- 1986 (dilettanti)

Classifica generale Volta a la Província de Castelló

## Piazzamenti

### Grandi giri
- Giro d'Italia

1978: 70º
1979: 37º
1980: 51º
1981: 78º
1982: 80º
1983: 131º

### Classiche monumento
- Milano-Sanremo

1978: 26º
1979: 49º
1982: 72º
- Giro di Lombardia

1980: 14º